# Нартовская улица (Санкт-Петербург)

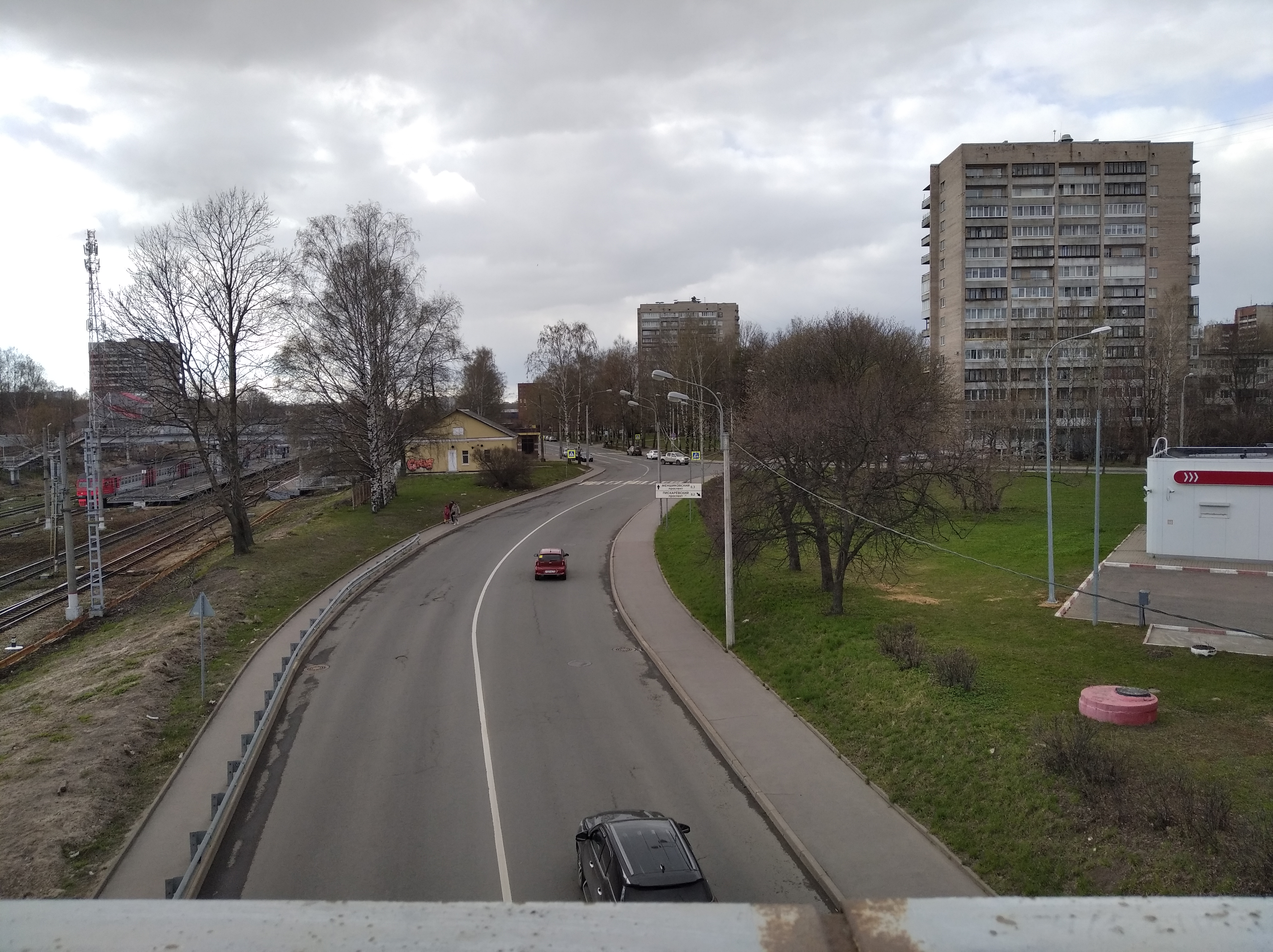
Нартовская улица — вид с железнодорожного моста

На́ртовская улица — улица в Калининском районе Санкт-Петербурга в историческом районе Пискарёвка. Проходит от Меншиковского до Пискарёвского проспекта.

## История
Безымянный проезд получил своё название 29 декабря 2017 года в честь Андрея Константиновича Нартова — русского учёного в области обработки металлов резанием, изобретателя, продолжив традицию наименования улиц Пискарёвки в честь сподвижников основателя Санкт-Петербурга Петра I.

## Транспорт
Является транспортным узлом. Расположена непосредственно у железнодорожной станции «Пискарёвка». Также по ней ходят автобусы № 80 и 153.